# Sceloporus slevini
Sceloporus slevini är en ödleart som beskrevs av  Smith 1937. Sceloporus slevini ingår i släktet Sceloporus och familjen Phrynosomatidae. IUCN kategoriserar arten globalt som livskraftig. Inga underarter finns listade i Catalogue of Life.